# 철도산업노동조합
철도산업노동조합(일본어: 鉄道産業労働組合 테츠도산교로도쿠미아이[*])는 옛 일본국유철도(국철) 및 JR동일본의 노동조합이다. 약칭은 철산노(일본어: 鉄産労 테츠산로[*]). 국철분할민영화의 혼란 가운데 생겨난 노조로, 세력은 다른 노조에 비해 약했다. 전국노동조합연락협의회(전노협)에 가맹하고 있다.
1984년(쇼와 59년), 국철분할민영화를 둘러싸고 국철동력차노동조합(동노)가 고용승계를 조건으로 굴복하자 반발한 조합원들이 동노 센다이지부에서 탈퇴해 전동북철도산업노동조합(全東北鉄道産業労働組合)을 결성했고, 나중에 현재의 명칭으로 개칭했다. 철산노는 민영화에 일관적으로 반대하여 국노, 전동노, 동노 치바와 함께 탄압의 대상이 되었다. 1987년(쇼와 62년) 3월 10일, 조합원 13명(운전사)가 센다이역 영업계 겸무를 명받는 부당노동행위성 배치전환이 행해졌지만, 최고재에서 조합원 측이 승소하여 고용승계 불채용자는 발생하지 않았다.
국철이 JR로 분할된 이후 주류 노조들이 노사협조 노선을 게속하고 있는 현재도 철산노는 JR동일본과 단체협약이 체결되지 않은 전투적 조합이다. 그러나 조직이 센다이 지역에밖에 없고, 무엇보다 규모가 작기 때문에 영향력은 미미하다.
약칭이 같은 “○○철산노”들은 국노의 구 주류파가 이탈해 JR 계열사들에서 조직한 일본철도산업노동조합총연합(철산총련) 산하의 조합이다. 이후 철산총련은 JR총련을 탈퇴한 구 철노계 조합원들과 통합해 JR연합이 되었다.  본 항목에서 설명한 철산노와 철산총련의 지부로서의 철산노들은 서로 무관하고 성향도 정반대다.